# Camí de Centelles
El Camí de Centelles, també anomenat Camí de Sauva Negra, és un antic camí rural que uneix els pobles de Castellcir i Centelles, de la comarca del Moianès el primer i de la d'Osona el segon.

## Terme municipal de Castellcir
Arrenca del mateix poble de Castellcir, just al darrere de l'església parroquial de Santa Maria, i davalla, bàsicament cap a llevant, però fent nombroses giragonses, cap a la riera de Castellcir. Deixa a la dreta la masia de Mont-ras, i continua baixant fins que, ja a prop de la riera, troba un trencall, pel qual, si s'agafa el de més al sud-est, s'arriba a l'antiga església parroquial de Sant Andreu.

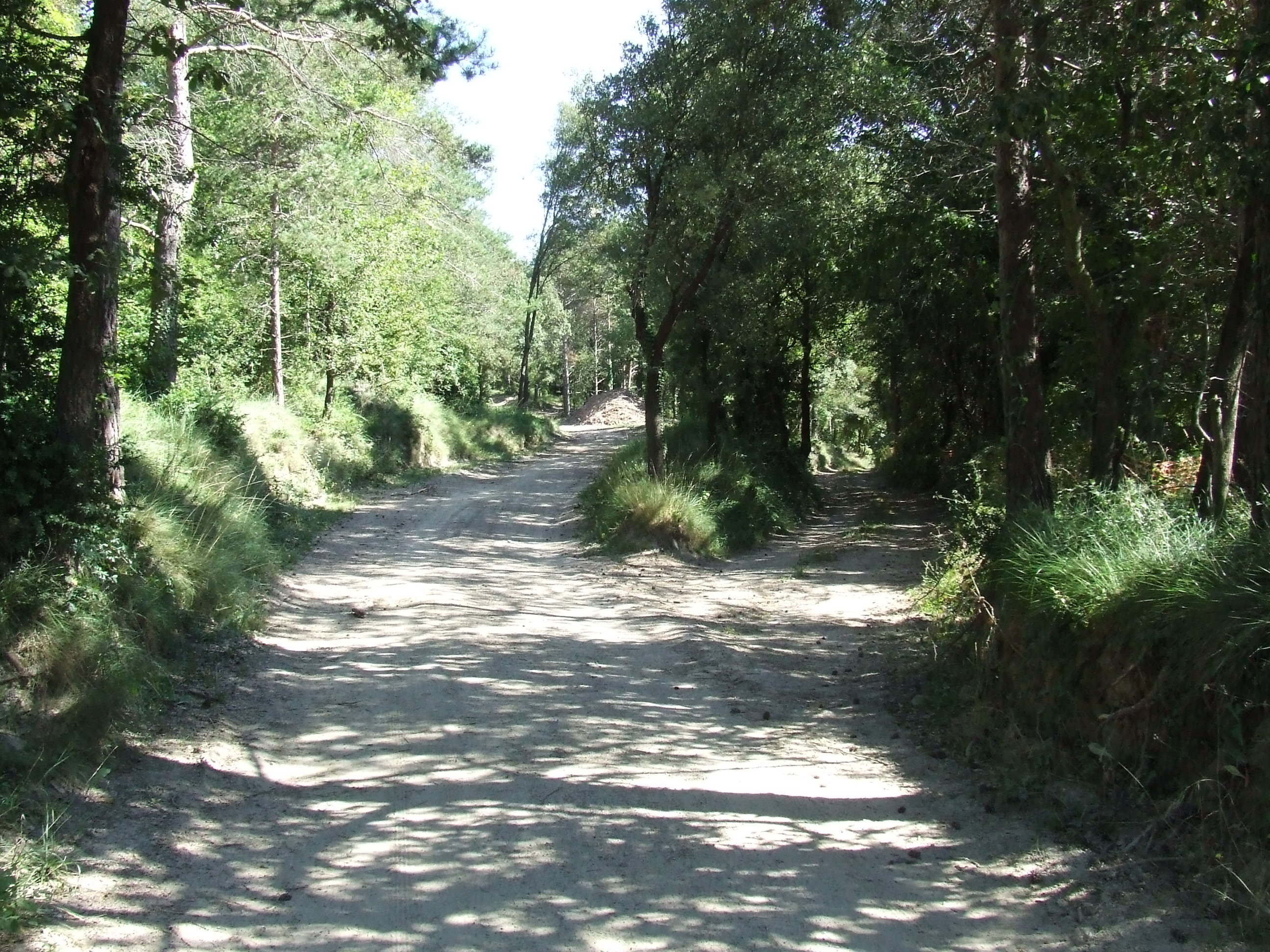
Els camins del Castell, de Centelles i de Santa Maria (trencall de l'esquerra) i el de la Baga (trencall de la dreta)

El Camí de Centelles, respecte del terme de Castellcir

Cal agafar el trencall que trenca cap al nord-est, i s'adreça cap a la riera, però per seguir-la aigües amunt. Continuant en la mateixa direcció, per la dreta de la riera de Castellcir, aviat s'arriba a Ca l'Antoja, que queda entre el camí i la riera, i Vilacís, que queda una mica enfilat al nord-oest. En aquest lloc la riera forma l'Embassament de Ca l'Antoja. Continuant encara riera amunt, al cap de poc es troba un trencall. Cal seguir el de l'esquerra, que trenca cap al nord i segueix encara la riera de Castellcir. Fins aquest punt el Camí de Centelles comparteix traçat amb el Camí del Castell i el Camí de Santa Maria. Una mica abans, en un primer trencall, se n'ha desviat cap al nord-est el Camí de la Baga.
Continuant cap al nord, el camí passa pels Camps de la Torrassa, deixa la Torrassa dels Moros a llevant, i al cap d'un tros, travessa la riera i emprèn per la seva riba esquerra cap a migdia. De seguida fa tota la volta, primer pel costat oest i després pel sud, al Pla Fesoler, on el camí canvia de direcció i s'adreça cap a llevant, abandonant la vall de la riera de Castellcir i seguint, per la dreta i a una certa alçada, la del torrent de Centelles. Deixa a la dreta, sud, els Camps de la Poua, i gira cap al nord-est; al nord queda el turó de Bernils, extrem sud-occidental del Serrat del Colom, que segueix tot sencer pel costat de llevant del serrat, seguint la dreta de la vall del torrent de la Casanova, fins al capdamunt, on es troba la Casanova del Castell.
Des d'aquest lloc, el camí, sempre molt tortuós, s'adreça cap al nord-est, deixant al nord els Camps de la Casa Nova, fins que arriba a ponent del Serrat Rodó; aleshores el camí fa tota una volta al serrat pel costat sud, travessant el sector nord del Pla de Bruga, fins que arriba al Coll de Sauva Negra, a llevant del Serrat Rodó, on deixa enrere el terme de Castellcir per tal d'entrar en el de Centelles. Tot aquest traçat correspon perfectament al Camí de Sauva Negra.

## Terme municipal de Centelles
Al llarg de tot el seu recorregut és perfectament transitable per tota mena de vehicles, en molt bon estat, però molt polsegós en èpoques seques.

## Etimologia
Com en el cas de la major part de camins, el nom que els designa és clarament descriptiu. En aquest cas, el camí mena a la vila de Centelles des del poble de Castellcir.